# Albina Akhatova
Pour les articles homonymes, voir Akhatova.
Albina Khamitovna Akhatova (en russe : Альбина Хамитовна Ахатова), née le 13 novembre 1976 à Nikolsk, est une biathlète russe. Bien que possédant un grand palmarès (5 médailles olympiques dont un titre et 10 médailles mondiales dont quatre titres), elle est suspendue deux ans en 2008 pour dopage en compagnie de ses compatriotes Ekaterina Iourieva et Dmitriy Yaroshenko. Alors qu'elle avait établi un programme pour un retour à la compétition en 2010, elle annonce finalement sa retraite sportive début décembre 2010.

## Biographie

### Débuts et premiers podiums
Son père Khamit est son premier mentor lorsqu'elle commence le ski de fond en 1985. Elle passe au biathlon en 1993 et commence à gagner des médailles internationales dans les diverses compétitions de jeunes. Lors de la saison 1997-1998, après deux courses disputées à ce niveau en 1996, elle effectue sa première saison complète dans la Coupe du monde, où elle monte sur ses premiers podiums en relais, incluant deux victoires à Ruhpolding et Antholz, où elle se classe notamment quatrième de l'individuel. Elle reçoit aussi sa première sélection olympique pour les Jeux de Nagano, remportant la médaille d'argent au relais avec Olga Melnik, Galina Koukleva et Olga Romasko. Elle est y aussi septième de l'individuel. Plus tard dans l'hiver, elle devient championne du monde dans la course par équipes. 
En 1998-1999, elle confirme ces résultats et monte sur son premier podium individuel à Osrblie. Aux Championnats du monde 1999, elle obtient la médaille d'argent au relais, puis la médaille de bronze à l'individuel. En 2000, elle remporte le titre mondial du relais avec Olga Pyleva, Galina Koukleva et Svetlana Chernousova. Après des résultats irréguliers (1 podium tout de même), elle doit interrompre la compétition l'hiver suivant au mois de janvier 2001.
Elle revient dans le circuit mondial en fin d'année 2001 à temps pour gagner sa sélection et préparer les Jeux olympiques de Salt Lake City, où elle est dixième de l'individuel et médaillée de bronze sur le relais.

### 2003: deuxième de la Coupe du monde
La saison 2002-2003 est la plus prolifique en termes de podiums pour Akhatova, puisqu'elle remporte sa première course en Coupe du monde à l'occasion de la mass start d'Antholz, puis ajoute deux podiums à son palmarès avant les Championnats du monde à Khanty-Mansiïsk en Russie, où elle remporte le titre mondial du relais, puis le dernier jour le titre sur la mass start. Elle est la dauphine de Martina Glagow au classement général de la Coupe du monde.

### 2004-2006: nouvelles médailles
Aux Mondiaux 2004, elle prend la médaille d'argent sur l'individuel, son seul podium de l'hiver et également sur le relais.
La saison 2004-2005 est similaire à la précédente, mais sans récompense aux Championnats du monde. 
En 2006, elle dispute les troisièmes et derniers Jeux olympiques de sa carrière à Turin. Juste avant, en préparation, elle aligne trois podiums individuels de suite à Ruhpolding et Antholz. Lors des Jeux, elle est d'abord quatrième du sprint, puis remporte la médaille de bronze sur la poursuite et l'individuel, où elle bénéficie de la disqualification d'Olga Pyleva. Finalement, elle devient championne olympique de relais avec Anna Bogali-Titovets, Svetlana Ishmouratova et Olga Zaïtseva.

### Fin de carrière et affaire de dopage
En décembre 2006, elle donne naissance à son fils et de ce fait est absente du circuit lors de la saison 2006-2007. Elle fait son retour à la compétition au cours de la saison 2007-2008, avec succès remportant la médaille d'argent du sprint et de bronze de la poursuite (gagnés par Andrea Henkel) aux Championnats du monde à Östersund.
En décembre 2008, elle et ses compatriotes Iourieva et Iaroshenko sont contrôlés positifs à l'EPO et sont suspendus deux ans après appel, ne pouvant prendre part aux Jeux olympiques d'hiver de 2010 et de 2014.

### Après sa carrière sportive
Elle entraîne ensuite le biathlète Maksim Maksimov, avec qui elle se marie. À partir de 2013, elle fabrique et dessine la crosse de la carabine de plusieurs biathlètes russes.

## Palmarès

### Jeux olympiques d'hiver
| Épreuve / Édition      | Individuel                          | Sprint | Poursuite                           | Relais                              |
| ---------------------- | ----------------------------------- | ------ | ----------------------------------- | ----------------------------------- |
| JO 1998 Nagano         | 7e                                  | 13e    | Épreuve inexistante à cette date    | Médaille d'argent, Jeux olympiques  |
| JO 2002 Salt Lake City | 10e                                 | —      | —                                   | Médaille de bronze, Jeux olympiques |
| JO 2006 Turin          | Médaille de bronze, Jeux olympiques | 4e     | Médaille de bronze, Jeux olympiques | Médaille d'or, Jeux olympiques      |

Légende :
- : épreuve non olympique

### Championnats du monde
| Épreuve / Édition        | individuel                | Sprint                   | Poursuite                 | Départ en masse                  | Relais                   | Course par équipes               | Relais mixte                     |
| 1998 Pokljuka Hochfilzen | JO Nagano                 | JO Nagano                | 14e                       | Épreuve inexistante à cette date | JO Nagano                | Médaille d'or, monde             | Épreuve inexistante à cette date |
| 1999 Kontiolahti Oslo    | Médaille de bronze, monde | 4e                       | 4e                        | 18e                              | Médaille d'argent, monde | Épreuve inexistante à cette date | Épreuve inexistante à cette date |
| 2000 Oslo                | —                         | 23e                      | 15e                       | 13e                              | Médaille d'or, monde     | Épreuve inexistante à cette date | Épreuve inexistante à cette date |
| 2003 Khanty-Mansiïsk     | 5e                        | 23e                      | 7e                        | Médaille d'or, monde             | Médaille d'or, monde     | Épreuve inexistante à cette date | Épreuve inexistante à cette date |
| 2004 Oberhof             | Médaille d'argent, monde  | —                        | —                         | 12e                              | Médaille d'argent, monde | Épreuve inexistante à cette date | Épreuve inexistante à cette date |
| 2005 Hochfilzen          | 19e                       | —                        | —                         | —                                | —                        | Épreuve inexistante à cette date | —                                |
| 2008 Östersund           | —                         | Médaille d'argent, monde | Médaille de bronze, monde | 10e                              | 4e                       | Épreuve inexistante à cette date | —                                |

Légende :

 : première place, médaille d'or

 : deuxième place, médaille d'argent

 : troisième place, médaille de bronze

 : épreuve inexistante

— : pas de participation à cette épreuve

### Coupe du monde
- Meilleur classement général : 2e en 2003.
- 1 petit globe de cristal : vainqueur du départ en masse en 2003.
- 20 podiums individuels : 2 victoires, 8 deuxièmes places et 10 troisièmes places.
- 28 podiums en relais : 12 victoires, 11 deuxièmes places et 5 troisièmes places.

Palmarès comprenant les podiums obtenus aux Championnats du monde et aux Jeux olympiques.

#### Détail des victoires individuelles
| Saison / Épreuve | Individuel | Sprint | Poursuite | Mass start (départ en masse)                      | Total |
| 2002-2003        |            |        |           | Antholz-Anterselva Khanty-Mansiïsk (Ch. du monde) | 2     |

#### Classements annuels
| Année | Classement général final |
| 1998  | 8e                       |
| 1999  | 9e                       |
| 2000  | 19e                      |
| 2001  | 36e                      |
| 2002  | 17e                      |
| 2003  | 2e                       |
| 2004  | 15e                      |
| 2005  | 16e                      |
| 2006  | 17e                      |
|       |                          |
| 2008  | 22e                      |

### Championnats d'Europe
- Médaille d'or du relais en 1997.
- Médaille d'argent de l'individuel en 1997.